# 加塔·卡姆斯基

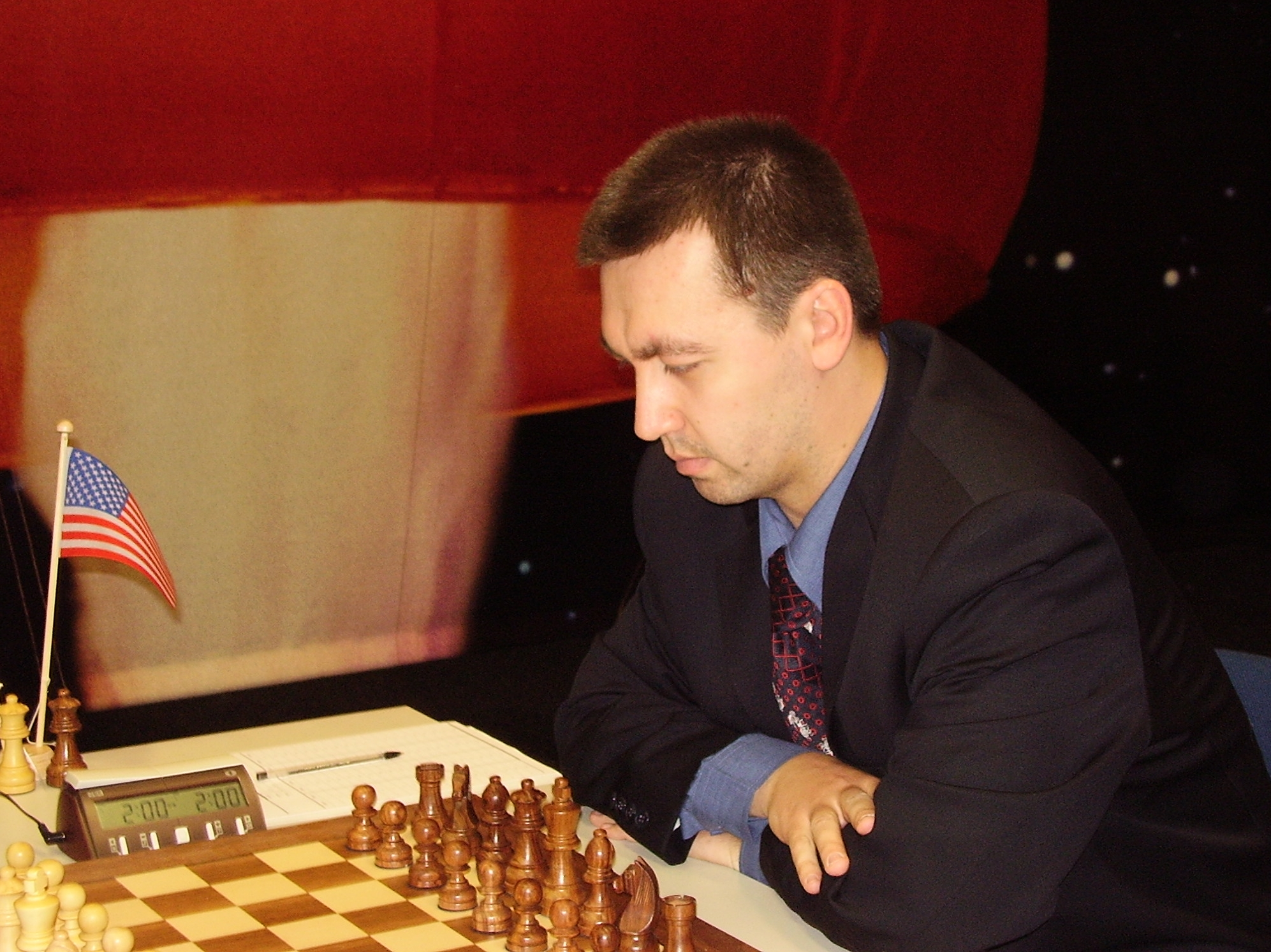
加塔·卡姆斯基

加塔·卡姆斯基（英語：Gata Kamsky；1974年6月2日—），全名加陶拉·鲁斯捷莫维奇·卡姆斯基（俄語：Гатаулла Рустемович Камский），本姓萨比罗夫（Сабиров），俄罗斯鞑靼裔美国籍职业国际象棋棋手，现居纽约市。
1994-1995年两次获得世界亚军，2007年获得世界杯冠军，将于2008年与保加利亚的托帕洛夫争夺2009年世界冠军挑战权。一度世界排名第三，但之后从1997到2004年间几乎没有参加任何正式比赛。2008年7月国际棋联等级分达到2723，名列世界第17和美国第一。